# Переутомление
Переутомле́ние — состояние, возникающее вследствие долгого отсутствия отдыха организма человека. Утомление — это усталость, всеобщее истощение организма, а переутомление — это стадия длительного утомления. Переутомление опасно для здоровья. 

## Причины
Основной причиной для возникновения переутомления служит несоответствие продолжительности и тяжести работы и времени отдыха. Кроме того, развитию переутомления могут способствовать неудовлетворительная обстановка труда, неблагоприятные бытовые условия, отсутствие отдыха, плохое питание, физические нагрузки на организм.

## Симптомы
Отсутствие желания сна как такового, пониженная реакция, покраснение глазного яблока, отёки лица, изменение цвета кожи лица, тошнота, рвота, обморок, дискомфорт и нервозность.
1. Усталость, не прекращающаяся после 5—7 часов отдыха;
2. Постоянные болезни;
3. Головные боли;
4. Безуспешные попытки заснуть (особенно в раннее время);
5. Раздражительность, снижение внимания, памяти, способности концентрации, эмоциональный сдвиг;
6. Гипертония;
7. Боли в животе.

## Последствия
При длительном воздействии на организм вредных факторов производственной среды может развиться переутомление, называемое иногда хроническим утомлением, когда ночной отдых полностью не восстанавливает снизившуюся за день работоспособность.
Кроме того, хроническое переутомление обычно вызывает ослабление организма, снижение его сопротивляемости внешним воздействиям, что выражается в повышении заболеваемости и травматизма.